# Halphaas
Halphaas ili Malthus, u demonologiji, trideset i osmi duh Goecije koji ima zapovjedništvo nad dvadeset i šest legija. Pojavljuje se u obliku grlice. Glas mu je vrlo grub. Šalje vojnike i ratnike na zadatke, a ima običaj graditi tornjeve u kojima skuplja razna oružja i municiju.